# Missoltini
I missoltini (in dialetto comasco e lecchese missultìtt o missultén) sono una specialità culinaria tipica della cucina comasca, particolarmente riconosciuta sul  territorio lariano, che consiste in pesci del lago di Como essiccati.
La loro preparazione è piuttosto complessa: i pesci utilizzati sono gli agoni (Alosa agone o Alosa fallax lacustris), pesci di acqua dolce che devono essere obbligatoriamente fatti essiccare in appositi forni igienicamente controllati abbandonando il primordiale metodo di essiccazione al sole per garantire l'integrità del prodotto dal punto di vista sanitario e organolettico..
La pesca è regolamentata fin dal Medioevo. Vengono pescati su fondali sassosi dopo la stagione della posa delle uova, nei mesi di giugno e luglio. I più pregiati sono quelli di maggio, al tempo della fregola, ma la pesca è oggi vietata.

## La tradizione
(Proverbio comasco)
Fino a pochi anni fa sul lago di Como la prima metà del mese di giugno era consacrata alla pesca dell'agone.
Ogni angolo di riva era occupato da qualche pescatore e ognuno aveva il suo posto che non poteva essere usurpato. Per chi si permetteva di trasgredire a questa legge mai scritta e di occupare il posto di qualcun altro erano guai. Ognuno abbandonava l'abituale occupazione per dedicarsi alla pesca dell'agone.
Il mezzo privilegiato per la pesca era il pendent. Un'estremità della rete veniva ancorata a riva, l'altra era fissata alla barca che la tirava a semicerchio. I più esperti praticavano anche la pesca veloce "al volo".
Al primo sole estivo, davanti alle case dei paesi rivieraschi si vedevano le lunghe file di agoni appesi con uno spago a essiccare, dopo essere state pulite, salate e risciacquate da mani esperte.
Quando la testa scricchiolava alla pressione delle dita, gli agoni venivano staccati e riposti nella misolta di legno disposti a raggera, come i petali di una rosa, inserendo a ogni strato delle foglie di alloro. L'ultimo strato doveva essere due dita sotto il bordo del mastello, e i mastelli venivano ammucchiati uno sull'altro e sopra l'ultimo veniva posto un peso in modo che tutti i pesci essiccati venivano compressi.
L'olio che si formava doveva essere prontamente rimosso, altrimenti andava "alla testa"  del misultin che lo rendeva giallo e di cattivo sapore e non poteva essere conservato per l'inverno.
La preparazione dei misultin è il frutto dell'esperienza e della tradizione di secoli: si dice che anche il Medeghino ne teneva gran quantità nella sua reggia di Musso che utilizzava come merce di scambio . Probabilmente però si tratta di una leggenda, perché fino al principio dell'Ottocento non si ha traccia nelle fonti di missoltini, ma solo di agoni cucinati come pesce fresco. La preparazione del missoltino è infatti discorde dalla maggior parte dei metodi di essiccazione o conservazione del pescato italiani, e ha notevoli somiglianze con sistemi britannici e baltici. Proprio nell'800 l'arrivo del turismo internazionale, con anche una immigrazione di cuochi e servitori, può aver prodotto le condizioni per la nascita di un nuovo modo di conservare il pesce, in seguito italianizzato e modificato grazie ad ingredienti locali come l'alloro.
(Proverbio comasco)

## Preparazione
I pesci, una volta pescati e selezionati i migliori, vengono puliti e privati delle interiora (la curada), quindi salati, tagliati longitudinalmente e deposti in un contenitore dove vengono girati ogni dodici ore. La quantità necessaria di sale è sapientemente custodita dall'esperienza dei pesatt.
Passati alcuni giorni, vengono infilzati con uno spago ed esposti al sole su particolari rastrelliere per venire essiccati all'aria aperta.
Quando sono pronti, vengono posti nella misolta, un contenitore di legno o di latta, con delle foglie di alloro. Un coperchio appesantito da sassi li pressa in modo da togliere l'aria e l'olio eventualmente fuoriuscito.
I misultin così preparati vengono conservati per molto tempo.
Una volta con la curada si cucinava la curadura: interiora fritte con cipolla. Questo piatto, tipico della cucina povera, è oggi praticamente scomparso.

## Consumazione[4]
(Proverbio comasco)
I misultin vanno dapprima lavati con acqua tiepida e aceto per eliminare il sale e il grasso rassegato.
Vengono così posti su una griglia ben calda e grigliati per alcuni minuti.
Una volta pronti vengono privati dalle scaglie, cosparsi di olio extravergine di oliva, aceto e prezzemolo e serviti con una fetta di polenta abbrustolita o di Tocch con contorno di insalata matta.
Il vino di accompagnamento sia rosso, possibilmente un nustranell del lago.